# Vinko Milić
Vinko Milić (Split, 22. siječnja 1833. – Split, 22. travnja 1910.), hrvatski političar i publicist.

## Životopis
Rodio se u pučkoj obitelji u Velom Varošu. Osnovnu i srednju školu završio je u rodnom Splitu, a pravo na sveučilištima u Padovi i Grazu. Po završetku studija radio je u raznim mjestima Dalmacije, a početkom 60-ih godina 19. stoljeća u riječkom županijskom sudu.
Godine 1861. sukobio se s Niccolom Tommaseom u spisu A Niccolo Tommaseo i dalmato-slavi ossia i quesiti di patrio interesse u kojem osporava Tommaseove misli i ideje. Za razliku od Tommasea koji se zalagao za autonomiju Dalmacije, smatrajući da bi bilo štetno njeno povezivanje s Hrvatskom, Milić je tvrdio da je Dalmacija uvijek bila dio Hrvatske, te da su razlike između Dalmacije i Hrvatske nametnute stoljetnom odvojenošću, a ne razlikom među narodom koji je isti.
Pisao je članke i u zagrebačkom Pozoru, karlovačkom Glasonoši i tršćanskom Diavolettu, te u časopisu Znakovi vremena u kojem napada tadašnji bečki centralizam, iznoseći ideju potrebe federalizacije monarhije te ne štedeći ni vladara Franju Josipa, ni bana Šokčevića, ni kasnije Raucha, zbog čega se protiv njega pokreću disciplinski postupci kod tadašnjeg Banskog stola i suda sedmorice. Ti sukobi traju do 1868. godine kada se Milić vraća u Dalmaciju.
U Dalmaciji najprije obnaša dužnost kod pokrajinskog suda u Zadru, zatim u Budvi, nakon čega postaje gradski sudac u Splitu, da bi od 1886. godine postao predsjednik Okružnog suda u Dubrovniku. Uživao je veliki ugled kod Dubrovćana, pa je izabran u Dalmatinski sabor. Nakon umirovljenja vraća se u Split gdje je 1900. izabran za načelnika i na toj dužnosti ostaje šest godina. Građani Splita također ga biraju u Dalmatinski sabor u kojem je predsjednik kluba hrvatske stranke.
Početkom 20. stoljeća Milić je, zajedno s Franom Supilom, Antom Trumbićem i Čingrijom jedan od tvoraca politike novoga kursa i Riječke rezolucije.